# Загорій Катерина Сергіївна
Катери́на Сергі́ївна Загорі́й (до шлюбу Котенко) (нар. 6 липня 1978, Львів, УРСР — український медіа-експерт, співзасновник Zagoriy Foundation, член опікунської ради БФ «Таблеточки», сенату Українського католицького університету та наглядової ради Аспен Інституту Київ, колишній член Національної ради України з питань телебачення і радіомовлення.

## Життєпис

### Освіта
2000 року закінчила економічний факультет Львівського університету ім. Франка за спеціальністю «Соціологія», викладач соціології.
2008 року — випускниця Aspen Ukraine. 2009 року — Українська школа політичних студій Літнього університету демократії Школи політичних досліджень Ради Європи.

### Діяльність
З 2002 року працювала в Асоціації мережевого теле- та радіомовлення України.
Протягом 2005—2014 років — виконавчий директор Індустріального телевізійного комітету (Київ).
На парламентських виборах 2006 року балотувалася від партії Інни Богословської «Віче».
2014—2016 року — член Національної ради України з питань телебачення і радіомовлення.
З 2016 року — член наглядової ради благодійного фонду Zagoriy Foundation.

### Громадська діяльність
З 2002 року Катерина Загорій була постійним членом громадських рад, робочих груп та експертних колегій у сфері телерадіомовлення та медіаменеджменту. Вона входила до складу експертного журі міжнародних телевізійних конкурсів і фестивалів, таких як: Banff, ТЕФІ Співдружність, Impact Awards. З 2017 року перебуває в опікунській раді БФ «Таблеточки», а 2021 року стала членкинею сенату Українського католицького університету та Наглядової ради Аспен Інституту Київ.
Член Ради з питань підтримки підприємництва — консультативно-дорадчого органу при Президентові України (з 27 червня 2025).

### Благодійна діяльність
2015 року з Глібом та Володимиром Загоріями заснувала «Фонд родини Загорій» (Zagoriy Foundation).
2018 року стала співініціаторо руху «Щедрий Вівторок» в Україні (зародився у США).

### Сімейний стан
Чоловік — Гліб Загорій, співвласник ПрАТ «Дарниця», ПАТ «Фармак» та ПАТ «Науково-виробничий центр „Борщагівський хіміко-фармацевтичний завод“». Виховує сина.

## Відзнаки
- 2018 — «100 найвпливовіших жінок України»[23]
- 2020 — «Топ-100 успішних жінок України» (2020)[24].
- 2010, 2017, 2018 — № 88б 53 та 73 серед «100 найвпливовіших жінок України» видання «Фокус»[22][25][23].
- 2020 — № 37 серед «Топ-100 успішних жінок України» від «Журналу НВ»[24].
- 2021 — № 46 серед «Топ-100 успішних жінок України» від «Журнал НВ»[26].